# Трансгресия (филм)
„Трансгресия“ е български игрален филм от 2017 година по сценарий и режисура на Вал Тодоров. Оператори са Кирил Проданов и Михаил Боевски. Музиката е на Смолмен, Росен Пенчев и Черно фередже.

## Сюжет
Внимание:  Текстът по-долу разкрива сюжета на произведението (или части от него)!
В телевизионното токшоу на Кака Лара и Денис, 18-годишната Яна изповядва сексуалните си експерименти, половата си ориентация и странната си афера със застаряващия рок музикант Стоил. Скандалът е неизбежен. Филм за връзките – свободни и наложени, буквални и метафорични, словесни и музикални, истински и измислени, генетични, сексуални или просто сънувани. Една пияна балканска хевиметъл вакханалия.

## Актьорски състав
| Роля      | Изпълнител                |
| --------- | ------------------------- |
| Яна       | Мария Бакалова            |
| Стоил     | Росен Пенчев              |
| Нина      | Йоанна-Изабелла Върбанова |
| кака Лара | Лара Златарева            |
|           | Стефан Щерев – Чечо       |

## Награди
- Наградата за артхаус филм на „Depth of Field International Film Festival.“
- Наградата за женска роля на Мария Бакалова на „AltFF Alternative Film Festival“

### Номинации
- В официалната селекция на „SoIndependent FF“ (Ню Йорк, САЩ, 2017)
- В официалната селекция на „София филм фест“
- 36-и фестивал на българския игрален филм „Златна роза“ (Варна, 2018)